# Robert Vilarasau
Robert Vilarasau Poveda (Artés, 7 de agosto de 2001) es un deportista español que compite en gimnasia en la modalidad de trampolín.
Ganó una medalla de plata en el Campeonato Mundial de Gimnasia en Trampolín de 2023 y una medalla de bronce en el Campeonato Europeo de Gimnasia en Trampolín de 2024, ambas en la prueba por equipo.

## Palmarés internacional
| Campeonato Mundial | Campeonato Mundial       | Campeonato Mundial | Campeonato Mundial |
| Año                | Lugar                    | Medalla            | Prueba             |
| ------------------ | ------------------------ | ------------------ | ------------------ |
| 2023               | Birmingham (Reino Unido) | Medalla de plata   | Equipo             |
| Campeonato Europeo |                          |                    |                    |
| Año                | Lugar                    | Medalla            | Prueba             |
| 2024               | Guimarães (Portugal)     | Medalla de bronce  | Equipo             |